# 1290
سنة 1290 كانت سنة بسيطة تبدأ يوم الأحد (الرابط يظهر نموذج التقويم الكامل للسنة) من التقويم اليولياني.

## مواليد
- آن من بوهيميا (1290–1313) ملكة بوهيميا القرينة
- أندريا بيزانو
- رودلف برون سياسي سويسري
- علاء الدين باشا ابن السلطان عثمان الأول
- مارغريت من بورغندي، ملكة فرنسا
- محمد كمال القصاب

## وفيات
- المنصور قلاوون